# 넛지 (책)
《넛지》(Nudge: Improving Decisions about Health, Wealth, and Happiness)는 2017 노벨 경제학상을 수상한 시카고 대학교 행동경제학자 리처드 탈러와 법률가 캐스 선스타인의 공동저서이다.
원래 '넛지(Nudge)'는 '(특히 팔꿈치로) 슬쩍 찌르다’, ‘주의를 환기시키다’라는 뜻의 영단어이다. 경제학적 의미로는 '부드러운 개입'을 뜻한다. 인간은 합리적인 것 같지만, 실제로는 충분히 비합리적인 선택을 하는 것이 가능하기 때문에, 리더들이 선택을 설계하고 부드러운 개입인 '넛지'를 통해 올바른 행동을 유도해야 한다고 주장한다. 본서는 버락 오바마 공공정책 핵심 이론으로 손꼽히는 넛지효과의 사례집이라고 할 수 있다.
버락 오바마 당시 넛지의 공동저자인 '캐스 선스타인'을 금융, 환경 등 각종 규제를 총괄하는 직책으로 중용하여 미국의 공공 정책에 넛지 이론을 적극적으로 반영하기도 했다.

## 목차
- 감사의 글

- 인트로 : 넛지가 당신의 모든 행동을 결정한다

- [제1부] 인간과 이콘 : 우리는 천재인 동시에 바보다

제1장 인간이 체계적으로 틀리는 방식
제2장 유혹에 저항하는 법
제3장 인간은 떼 지어 몰려다닌다
제4장 넛지가 필요한 순간
제5장 선택 설계의 세계
- [제2부] 돈 : 넛지가 우리를 더 부유하게 한다

제6장 저축을 늘리는 방법
제7장 순진한 투자자
제8장 우리를 함정에 빠뜨리는 신용 시장
- [제3부] 사회 : 더 좋은 세상을 만들기 위하여

제9장 사회보장의 민영화 : 스모가스보드 스타일
제10장 사람들을 위압하는 미국 의료보험 프로그램
제11장 장기기증을 활성화하는 방법
제12장 지구를 구출하라
제13장 결혼의 민영화
- [제4부] 여타의 넛지들과 여러 가지 반론들

제14장 12가지 미니 넛지
제15장 반대 의견들
제16장 진정한 제3의 길
- 저자후기 : 현재의 금융위기와 넛지

- 참고 문헌

- Bibliography

## 설명
자유민주주의 시대에 정부가 강제적인 정책을 내세우면 반발심이 커지고 효과가 감소하기 때문에 선택 설계자들이 나서서 개입하는 것이 효과적이라는 것이 저자의 논지다. '합리적 인간'이라는 것은 그저 이상향에 불과하며, 인간을 호모 이코노미쿠스의 약자인 '이콘'으로 호칭한다. 이콘은 항상 합리적인 생각을 하려고 노력하지만, 실제로 우리가 생각하는 '합리적 인간'은 인공지능에 가깝고, 평범한 인간은 호모 이코노미쿠스에 가장 가까운 존재로 보고 있다. 
그런 인간은 두 가지 사고 방식 시스템을 가지고 있는데, 하나는 본능에 따르는 자동 시스템이고, 또 다른 하나는 의식을 따르는 숙고 시스템이다. 문제는, 인간이 어떤 중요한 결정을 할 때 반드시 숙고 시스템을 사용하여 점검하지만, 이따금씩은 생각해보지도 않고 자동 시스템이 제공하는 답을 따른다는 것이다. 그리고 이 때 인간에게 필요한 것이 넛지라고 말한다.
이 책은 실제 넛지를 적용했던 다양한 사례들에 대해 소개한다. 

## 같이 보기
- 넛지 이론